# Kaschmir-Konflikt

Gebietsansprüche in Kaschmir:

Der Kaschmir-Konflikt ist ein Territorialkonflikt um die im Himalaya gelegene Region Kaschmir zwischen Indien, Pakistan und der Volksrepublik China. Aufgrund des Kaschmir-Konfliktes kam es bisher zu fünf Kriegen, den drei indisch-pakistanischen Kriegen von 1947 bis 1949, 1965 und 1971, dem Kargil-Krieg im Jahr 1999 und dem indisch-chinesischen Grenzkrieg im Jahr 1962. Die Vereinten Nationen unterhalten seit 1949 in Folge des ersten indisch-pakistanischen Krieges eine Beobachtermission (UNMOGIP) im Grenzgebiet.
Der Konflikt ist neben den Auseinandersetzungen zwischen den beteiligten Staaten von politischer Instabilität und internen Spannungen im indisch-kontrollierten Teil Kashmirs geprägt. Teile der mehrheitlich muslimischen Bevölkerung leisteten mit Unterstützung von Terrororganisationen (auch) militanten Widerstand gegen die Bemühungen der Zentralregierung Indiens, das Gebiet stärker in den indischen Gesamtstaat zu integrieren. Die indische Regierung wirft Pakistan fortgesetzt vor, den Widerstand gegen diese Bemühungen zu unterstützen.

## Geographie
Die Region Kaschmir teilt sich aktuell auf in die unter indischer Kontrolle stehenden Gebieten Jammu und Kashmir sowie Ladakh mit insgesamt 101.000 km² und 12,5 Millionen Einwohnern, die unter pakistanischer Kontrolle stehenden Regionen Gilgit-Baltistan und Asad Kaschmir (letztere teilautonom) mit insgesamt 84.000 km² und ca. 5 Millionen Einwohnern, chinesische Gebiete (u. a. Aksai Chin mit 38.000 km² und einigen Tausend Bewohnern), sowie den Siachengletscher, der seit 1984 überwiegend von Indien und zu einem kleineren Teil von Pakistan kontrolliert wird. Während Indien Anspruch auf die gesamte Region erhebt, beanspruchen Pakistan und China lediglich Teile der Region (siehe Karte Gebietsansprüche in Kaschmir).
2019 hob die indische Regierung einen seit 1947 geltenden und seit 1950 in Artikel 370 der indischen Verfassung verankerten (Teil-)Autonomiestatus des Bundesstaats Jammu und Kashmir auf und überführte den vormalig (teil-)autonomen Bundesstaat in die Unionsterritorien Jammu und Kashmir und Ladakh als Teil des indischen Gesamtstaates.

## Historische Hintergründe

### Vorgeschichte und britische Kolonialherrschaft (900–1946)
Seit dem 10. Jahrhundert drang der Islam allmählich in Indien ein. Nach und nach gerieten zunächst der Punjab und später Kaschmir unter islamische Herrschaft und ein wesentlicher Teil der Bevölkerung nahm die islamische Religion an. Nach der Schlacht bei Panipat 1526 wurde das Mogulreich von islamischen Eroberern in Nordindien begründet, das zum Zeitpunkt seiner größten Ausdehnung um 1700 herum große Teile des indischen Subkontinents umfasste. Auch Kaschmir gehörte zum Mogulreich. Im Laufe des 18. Jahrhunderts wurde das Mogulreich zunehmend geschwächt, was Invasionen von außerhalb ermöglichte. Um die Mitte des 18. Jahrhunderts etablierte sich im Osten des Iran, in Afghanistan und Pakistan das Durrani-Reich, das auch die Kontrolle über Kaschmir gewann. Von Bengalen aus drang die Britische Ostindien-Kompanie vor. In der Schlacht bei Plassey 1757 besiegte ein britisches Kontingent unter Robert Clive eine weit größere Armee des Mogulherrschers, der anschließend ganz Bengalen an die Britische Ostindien-Kompanie abtreten musste. Das Mogulreich verfiel in den folgenden Jahrzehnten weiter und wurde nach dem Indischen Aufstand von 1857 ganz von den Briten annektiert.
Auch das Durrani-Reich erwies sich als nicht sehr langlebig. 1819 wurde Kaschmir durch das Reich der Sikh im benachbarten Punjab erobert. Das Reich der Sikh geriet jedoch auch mit der Britischen Ostindien-Kompanie in Konflikt und wurde von dieser im Ersten Sikh-Krieg militärisch besiegt. Der Sieg der Briten wurde wesentlich durch den Verrat einzelner Heerführer in der Sikh-Armee begünstigt. Gewissermaßen als Belohnung für seinen Verrat erhielt der Heerführer Gulab Singh 1846 den Titel eines Maharadschas und das Herrschaftsgebiet über Jammu und Kashmir. Kurz danach brach ein Aufstand im Punjab aus, der dazu führte, dass der gesamte ehemalige Sikh-Staat nach dem Zweiten Sikh-Krieg von der Britischen Ostindien-Kompanie annektiert wurde. Jammu und Kashmir wurde ein Fürstenstaat innerhalb Britisch-Indiens unter der durch Gulab Singh begründeten hinduistischen Dynastie.

### Teilung des Indischen Subkontinents und Sonderstatus des Bundesstaats Jammu und Kashmir (1947)
Bei der Teilung Indiens im Jahr 1947 erhielten die Fürstenstaaten die Möglichkeit, sich einem der beiden Nachfolgestaaten, die aus den britischen Provinzen gebildet worden waren – Indien und Pakistan – anzuschließen. Die Jammu & Kashmir National Conference (JKNC), eine mehrheitlich aus Muslimen bestehende Partei in Jammu und Kashmir, die sich aber im Gegensatz zur Muslimliga Muhammad Ali Jinnahs nicht als Muslimpartei verstand, sprach sich gegen einen Anschluss an Pakistan aus. Der Maharaja von Jammu und Kashmir zögerte zunächst mit einer Entscheidung. Nachdem muslimische Freischärler in das Land eingedrungen waren, um so den Anschluss an Pakistan zu erzwingen, erklärte er jedoch am 26. Oktober 1947 den Anschluss seines Landes an Indien, was am Folgetag durch den Generalgouverneur von Indien Louis Mountbatten anerkannt wurde.
Im Rahmen des Anschlusses wurde dem (damals noch) Bundesstaat Jammu und Kashmir durch die indische Regierung 1947 ein Sonderstatutsrecht eingeräumt, das seit 1950 auch in Artikel 370 der indischen Verfassung verankert ist. Der Sonderstatus gewährte der Region das Recht auf eine eigene Verfassung, eine eigene Flagge, eine interne, von der Zentralregierung Indiens unabhängige (teilweise Selbst-)Verwaltung und beinhaltete diverse Sonderregelung zugunsten der Region, beispielsweise ein Ansiedlungs- bzw. Grunderwerbverbots für nicht in der Region lebende Bürger Indiens.

## Kriegerische Auseinandersetzungen von 1947–1971

### Erster Indisch-Pakistanischer Krieg und Folgen (1947–1949)
Am 27. Oktober 1947 begannen bewaffnete Auseinandersetzungen zwischen indischen und pakistanischen Einheiten im Konfliktgebiet, die in den Ersten Indisch-Pakistanischen Krieg mündeten. Indien rief am 1. Januar 1948 die Vereinten Nationen um Vermittlung an. Der UN-Sicherheitsrat verabschiedete daraufhin am 21. April 1948 die UN-Resolution 47, in der beide Konfliktparteien zur Verhandlung eines Waffenstillstands und zur anschließenden Durchführung einer Volksabstimmung in Jammu und Kashmir aufgefordert wurden. Letztlich wurde erst am 27. Juli 1949 ein Waffenstillstandsabkommen (Karachi Agreement) geschlossen, welches sich in der Folge als problematisch erwies, da die Waffenstillstandslinie nicht exakt festgelegt wurde. Nur in den Gebieten, die umkämpft waren, existierte die Waffenstillstandslinie, nicht jedoch im nördlich gelegenen Hochland. Die Vereinten Nationen unterhalten seit 1949 in Folge des ersten indisch-pakistanischen Krieges eine Beobachtermission (UNMOGIP) im Grenzgebiet.
In der Folge bemühte sich Indien zunehmend um eine Eingliederung des (damals noch) Bundesstaates Jammu und Kashmir in den Gesamtstaat Indiens, was mit Widerstand des Regierungschefs Sheikh Abdullah beantwortet wurde. Da dieser sich den Eingliederungsbestrebungen fortlaufend widersetzte, setzte die indische Regierung ab 1953 eine Verbannung durch, um ihn dann bis zum 8. April 1964 aufgrund des Vorwurfs der Verschwörung gegen den indischen Staat für zehn Jahre zu inhaftieren. Ab diesem Zeitpunkt sah sich die indische Regierung wiederholt dem Vorwurf ausgesetzt, die Autonomie der Region zu missachten und unliebsame politische Akteure trotz des Sonderstatus der Region zu beseitigen. Pakistan orientierte sich seit 1954 in Richtung Westen. Indien orientierte sich in Richtung Sowjetunion, blieb aber bündnisfrei.

### Indisch-Chinesischer Grenzkrieg und Siachengletscher (1962)
Nachdem Indien 1962 im Grenzkrieg mit China eine Niederlage erlitten hatte, schloss Pakistan ein Bündnis und einen Grenzvertrag mit China ab. Aufgrund der Niederlage Indiens erlangte China einen Teil des (damals noch) Bundesstaates Jammu und Kashmir, was sich auf die Relevanz des Siachengletschers auswirkte: Um den südlichen Karakorum-Pass von Indien aus zu erreichen, ist das Betreten des Gletschers notwendig. Durch den Verlust von Teilen von Jammu und Kashmir wurde der Karakorum-Pass vorübergehend zur wichtigsten Landhandelsverbindung von Kashmir zu China, weshalb Indien nachfolgend ein verstärktes Interesse an der Kontrolle hatte (siehe auch: Siachenkonflikt). Seit 1984 steht der Gletscher überwiegend unter indischer Kontrolle. Diverse Versuche Pakistans, den Gletscher unter seine Kontrolle zu bringen, waren nicht von Erfolg gekrönt. Seit 2003 besteht ein Waffenstillstandsabkommen; dennoch kam es auch nach dessen Abschluss vielfach zu Schusswechseln.

### Zweiter Indisch-Pakistanischer Krieg (1965) und Dritter Indisch-Pakistanischer Krieg (1971)
Ab 1962 begann Indien aufzurüsten, weswegen Pakistan Indien den Krieg erklärte (Zweiter Indisch-Pakistanischer Krieg). Muhammed Ayub Khan griff am 1. September 1965 die einzige Verbindung nach Kaschmir an. Am 26. September 1965 wurde ein Waffenstillstand ausgerufen.
Der Krieg 1971 (Dritter Indisch-Pakistanischer Krieg, auch Bangladesch-Krieg), der mit einer Kapitulation Pakistans endete, hat Kaschmir zuerst nicht betroffen. Im Shimla-Abkommen von 1972 wurde die Waffenstillstandslinie in Line of Control umbenannt.

## Periode relativer Stabilität von 1972–1982 und Entwicklung von Atomwaffen

### Innere Stabilität (1972–1982)
In Folge des Shimla-Abkommen kam es zu einer relativen Stabilität zwischen den Konfliktparteien. Indien und Pakistan konzentrierten sich zunächst auf innere Konflikte. Zwischen Indien und der Bevölkerung des indisch-kontrollierten Teil Kaschmirs kam es auf Basis eines Abkommens im Jahr 1975 zwischen der Regierungschefin Indiens, Indira Gandhi und dem zurückgekehrten Sheikh Abdullah ebenfalls zu einer Phase der Entspannung. Nach einer Wahlniederlage von Indira Gandhi in Gesamtindien im Jahr 1977 kam es auch in Kaschmir und Jammu zu Neuwahlen, aus welchen Sheikh Abdullah erneut als Sieger hervorging und die Regierungsgeschäfte noch bis zu seinem Tod im Jahr 1982 führte.

### Entwicklung von Atomwaffen durch Indien und Pakistan (ab 1972)
Indien verfolgte bis zu einem ersten offiziellen Atomwaffentest am 18. Mai 1974 unter dem Codenamen Operation Smiling Buddha eine Politik der nuklearen Ambiguität, sodass bis zu diesem Zeitpunkt Unklarheit darüber bestand, ob Indien im Besitz von Atomwaffen war. Tatsächlich hatte die indische Premierministerin Indira Gandhi in den 70er-Jahren ein bereits 1961 angelegtes Atomprogramm vorangetrieben, da einerseits US-Präsident Richard Nixon 1971 im Kontext des Bangladesch-Kriegs den Einsatz von Atomwaffen in Indien erwog und andererseits China als unmittelbarer Nachbar Indiens bereits 1964 einen ersten Atomwaffentest durchgeführt hatte. Auch Pakistan arbeitete mit chinesischer Unterstützung seit einem Geheimtreffen des Premierminister Bhutto mit diversen Wissenschaftlern am 20. oder 24. Januar 1972 an der Entwicklung von Atomwaffen und führte erstmals 1998 mit der Operation Chagai-I einen Atomwaffentest durch.
Indien und Pakistan unterzeichneten in der Folge weder den Atomwaffensperrvertrag, der die Verbreitung von Atomwaffen untersagt und die unterzeichnenden Staaten zur Abrüstung verpflichtet, noch den Kernwaffenteststopp-Vertrag, der die unterzeichnenden Staaten zum Unterlassen jeglicher Kernwaffentests verpflichtet hätte. Beide Staaten betrachten die Abschreckung mittels Atomprogramm als notwendiges Mittel zur Abwehr eines möglichen Nuklearangriffs und einer militärischen Eskalation des Konflikts in der Region. Im Hinblick auf die möglichen Auswirkungen einer mit Atomwaffen geführten Auseinandersetzung für den gesamten asiatischen Kontinent zeigt sich die internationale Gemeinschaft fortlaufend besorgt über die anhaltenden Differenzen zwischen den Parteien.

## Zunehmende Instabilität und militanter Aufstand in Kashmir (1982–1998)
Im indisch-kontrollierten Teil Kashmirs wurde Farooq Abdullah 1982 nach dem Tod seines Vaters Sheikh Abdullah dessen Nachfolger als Parteiführer der JKNC und Chief Minister von Jammu und Kashmir. Durch das Auseinanderbrechen einer Regierungskoalition mit Ghulam Mohammad Shah verlor Abdullah die Regierungsgewalt, woraufhin in der Folge Shah vorübergehend die Position des Chief Ministers erlangte. Im Jahr 1987 fanden im (damals noch) Bundesstaat Jammu und Kashmir Parlamentswahlen statt, die wiederum Abdullah für sich entscheiden konnte, der sich nunmehr mit der indischen Kongresspartei verbündet hatte. Im Nachhinein warfen insbesondere muslimische Bevölkerungsgruppen der indischen Regierung vor, die Wahlergebnisse seien zugunsten der der indischen Zentralregierung nahestehenden Koalition manipuliert worden.
| Jahr   | Todesfälle      | Todesfälle          | Todesfälle  | Todesfälle |
| Jahr   | Zivil- personen | Polizei und Militär | Terroristen | Gesamt     |
| ------ | --------------- | ------------------- | ----------- | ---------- |
| 1989   | 79              | 13                  | 0           | 92         |
| 1990   | 862             | 132                 | 183         | 1177       |
| 1991   | 594             | 185                 | 614         | 1393       |
| 1992   | 859             | 177                 | 873         | 1909       |
| 1993   | 1023            | 216                 | 1328        | 2567       |
| 1994   | 1012            | 236                 | 1651        | 2899       |
| 1995   | 1161            | 297                 | 1338        | 2796       |
| 1996   | 1333            | 376                 | 1194        | 2903       |
| 1997   | 840             | 355                 | 1177        | 2372       |
| 1998   | 877             | 339                 | 1045        | 2261       |
| 1999   | 799             | 555                 | 1184        | 2538       |
| 2000   | 842             | 638                 | 1808        | 3288       |
| 2001   | 1067            | 590                 | 2850        | 4507       |
| 2002   | 839             | 469                 | 1714        | 3022       |
| 2003   | 658             | 338                 | 1546        | 2542       |
| 2004   | 534             | 325                 | 951         | 1810       |
| 2005   | 521             | 218                 | 1000        | 1739       |
| 2006   | 349             | 168                 | 599         | 1116       |
| 2007   | 164             | 121                 | 492         | 777        |
| 2008   | 69              | 90                  | 382         | 541        |
| 2009   | 55              | 78                  | 242         | 375        |
| Gesamt | 14.537          | 5.916               | 22.171      | 42.624     |

### Aufstand in Kaschmir
Als Folge des politischen Konflikts zwischen der Mehrheitsbevölkerung im Bundesstaat Jammu und Kashmir und der indischen Zentralregierung bildeten sich diverse militante Gruppen, was 1989 in den Ausbruch eines militanten Aufstands gegen die (vermeintliche) Marionettenregierung Indiens in der Region mündete, der bis in die 1990er Jahre stetig an Stärke gewann und mutmaßlich von Pakistan unterstützt wurde, welches seine Beteiligung jedoch stets abstritt. Die Aufstände wurden maßgeblich von islamistischen Gruppen geführt (Laschkar-e-Taiba, Hizb-ul-Mujahideen, Harakat ul-Mujahidin und Al Badr) die zum Teil bereits in Afghanistan gegen die sowjetische Besatzung ab 1979 gekämpft hatten und nach der Beendigung des dortigen Konflikts von Aufständischen mutmaßlich mit Unterstützung des militärischen Geheimdienstes Pakistans (ISI) angeworben wurden. Begünstigend wirkte sich zudem aus, dass die indische Kongresspartei bei der gesamtindischen Wahl 1989 die absolute Mehrheit der Sitze im Parlament verlor und in den nachfolgenden Jahren eine Zersplitterung der politischen Parteien und damit einhergehend eine periodische der politischen Instabilität in Indien folgte, wodurch es von 1989 bis 1999 zu fünf Parlamentswahlen und Regierungswechseln kam. Im Ergebnis kam es in der Region Jammu und Kashmir bis in die frühen 2000er Jahre zu einem massiven Gewaltanstieg, der insbesondere auch die Zivilbevölkerung traf.
Als Reaktion auf anhaltende Angriffe insbesondere auf Regierungsbeamte in der Region verhängte die Lokalregierung 1990 nach Artikel 92 der autonomen Verfassung die sog. Governor’s Rule (ähnlich der in Artikel 356 der indischen Verfassung verankerten President’s rule), was der indischen Regierung eine direkte Kontrolle der Regierungsgeschäfte der Region ermöglichte.

### Situation nach Parlamentswahl in Indien 1996
In Folge der gesamtindischen Wahl 1996 wurde dieser Zustand beendet und eine Neuwahl zum Regionalparlament abgehalten, die von der „National Conference“ unter Führung von Farooq Abdullah gewonnen wurden; die Partei erlangte 57 der insgesamt 86 Sitze. Die Wahlen wurden von der überwiegend muslimischen „außerparlamentarischen Opposition“ boykottiert, die von Indien eine langfristige Gesamtlösung des Konflikts für die Region verlangten. Gleichzeitig wurden erneut Anschuldigungen der Wahlmanipulation gegen die indische Regierung erhoben; Berichten zufolge wurden Wahlberechtigte unter Androhung von Gewalt zur Stimmabgabe genötigt.

## Kargil-Krieg (1999)
Trotz der Unterzeichnung einer gemeinsamen Deklaration zur Vermeidung eines nuklearen Wettrüstens Anfang 1999 (Lahore Declaration) kam es im Februar 1999 zu einem Eindringen von bewaffneten Einheiten aus dem pakistanisch-kontrollierten Konfliktgebiet in den Norden der Region Jammu und Kashmir. Dabei besetzten (irreguläre) pakistanische Einheiten mehrere Bergpositionen, die von den indischen Truppen aufgrund der winterlichen Klimabedingungen unbewacht gelassen wurden. Da die pakistanischen Einheiten von offiziellen Militäreinheiten des pakistanischen Militärs logistisch unterstützt wurden, dauerte es bis Juli 1999, bis Indien die Kontrolle über die besetzten Gebiete zurückerobert hatte. Am 4. Juli 1999 einigten sich der pakistanische Premierminister Nawaz Sharif und die indische Regierung auf Drängen des US-Präsidenten Bill Clinton auf einen Abzug der „Freiheitskämpfer“ aus den besetzten Gebieten, was als Eingeständnis einer zuvor bestrittenen Beteiligung Pakistans an den Handlungen gedeutet und durch später von Indien veröffentlichte Abhöraufnahmen von Gesprächen hochrangiger Militärs mit Musharraf über die Operation bestätigt wurde. Durch ein Interview der BBC mit einem damaligen Berater des US-Präsidenten, Bruce Riedel, wurde im Nachhinein bekannt, dass Pakistan den Einsatz von Atomwaffen in Erwägung gezogen hatte.

## Entwicklung ab 2001

### Drohende Eskalation zum Jahreswechsel 2001/2002
Am 13. Dezember 2001 verübten fünf Terroristen der Jaish-e Mohammed einen Anschlag auf das alte Bundesparlament Indiens, dem 14 Menschen zum Opfer fielen. Indien hielt zunächst zwei pakistanische Extremistengruppen für die Urheber, sodass der Anschlag die Spannungen mit dem Nachbarstaat bis hin zur Kriegsgefahr vertiefte. In der Folge positionierte Indien noch bis Oktober 2002 erhebliche Truppen an der indisch-pakistanischen Grenze und verlangte von Musharraf die Auslieferung diverser Terroristen, was dieser unter Verweis darauf zurückwies, die gesuchten Personen befänden sich nicht in Pakistan. Auch aufgrund Vermittlungsbemühungen der USA und einem beidseitigen Entgegenkommen kam es auf der Gipfelkonferenz (SAARC) Anfang 2002 zu einem symbolischen Händedruck zwischen Musharraf und Vajpayee und zu einer vorübergehenden Reduktion der Spannungen.
Am 14. Mai 2002 erfolgte jedoch ein weiterer Terroranschlag auf eine indische Militärbasis in Kaluchak nahe Jammu, bei welchem 33 (andere Quellen sprechen von 34) Menschen getötet wurden. Auf Druck westlicher Staaten verschärfte Pakistan letztendlich seine Bemühungen zur Unterbindung von Anschlägen im indisch-kontrollierten Konfliktgebiet, was bis in das Jahr 2019 zumindest auf offizieller Ebene zu einer Entspannung des Konflikts führte. Tatsächlich kam es bis 2024 fortlaufend zu diversen weiteren Anschlägen bzw. Schusswechseln im Konfliktgebiet und den jeweiligen Grenzbereichen [siehe hierzu die mit dem Hintergrund „Aufstand in Kaschmir“ markierten Einträge in Liste von Terroranschlägen in Indien]. In einem Interview mit der britischen Zeitung The Guardian deutete Musharraf 2015 an, Pakistan habe zu einem früheren Zeitpunkt tatsächlich Terrorgruppen unterstützt, und plädierte für eine Annäherung an Indien und eine langfristige Beilegung des Konflikts.

### Anschlag und Aufhebung des Sonderstatus der indisch-kontrollierten Region Kaschmir 2019
Am 14. Februar 2019 wurden im indischen Teil Kaschmirs bei Awantipora 44 indische Bundes-Reservepolizisten (CRPF) in einem Bus bei einem Selbstmordanschlag der islamistischen Terrorgruppe Jaish-e-Mohammed getötet. Am 26. Februar 2019 drangen als Reaktion Mirage-2000-Kampfflugzeuge der indischen Luftwaffe in pakistanischen Luftraum ein und bombardierten grenznahe Trainingslager der Organisation bei Balakot (Khyber Pakhtunkhwa). Mehrere Kämpfer der Terrorgruppe seien dabei nach indischen Angaben getötet worden, wobei pakistanische Stellen bestritten, dass es Todesopfer gegeben habe. Die indische Regierung warf Pakistan erneut vor, terroristische Unterschlüpfe und Ausbildungslager zu dulden und kündigte eine harte Reaktion an. Am 27. Februar 2019 schoss Pakistan zwei indische Flugzeuge über pakistanischem Gebiet ab und nahm die Piloten gefangen. Der Luftraum über der Grenzregion beider Länder wurde geschlossen und der internationale Flugverkehr umgeleitet. Mutmaßlich beschossen sich beide Seiten zudem mit Mörsergranaten.
Am 5. August 2019 hob die indische Regierung den Sonderstatus für die indisch-kontrollierte Region Kaschmir auf und entsandte zehntausende Soldaten in die Region. Auf Verwaltungsebene wurde die vormals (teil-)autonome Region in zwei Unionsterritorien des indischen Staates aufgeteilt, das Territorium Jammu und Kaschmir und das Territorium Ladakh. Aufgrund der hohen symbolischen Wirkung des Sonderstatus als Garantie für die Säkularität des indischen Staates, des Verlustes der durch den Sonderstatus garantierten Privilegien und der verstärkten Eingliederung in die Kontrolle der Zentralregierung Indiens, führte die Aufhebung zu Unmut in der Bevölkerung von Jammu und Kaschmir. Um Ausschreitungen zu vermeiden, verhängte die indische Regierung in der regionalen Hauptstadt Srinagar und in umliegenden Gebieten Ausgangssperren, verhinderte die Nutzung des Internets und von Handy- und Festnetzanrufen und stellte mehrere Regionalpolitiker unter Hausarrest. Die Lokalregierung rief Urlauber und Pilger auf, die Region zu verlassen. Pakistan fasste die Aufhebung als Angriff auf den Status quo in der Region auf und reagierte mit einer Erklärung, man werde den Handel mit Indien stark verringern und die diplomatischen Beziehungen zu Indien einschränken; der indische Botschafter wurde ausgewiesen. Ferner kündigte Pakistan an, man werde den Internationalen Gerichtshof (ICJ) anrufen, was letztendlich mutmaßlich deshalb nicht geschah, weil dieser ohne die Zustimmung Indiens voraussichtlich nicht zur Entscheidung über die Frage der Rechtmäßigkeit des indischen Vorgehens befugt gewesen wäre. Das oberste indische Gericht entschied 2023, das Vorgehen der indischen Regierung sei im Rahmen des indischen Rechts zulässig gewesen.
Die Motive der indischen Regierung für die Aufhebung des Sonderstatus sind nicht zweifelsfrei geklärt. In einer Rundfunkansprache am 15. August 2019 erklärte der indische Premierminister Narendra Modi, Pakistan nutze den Sonderstatus, um die Bevölkerung der Region gegen die indische Regierung aufzuwiegeln, was nunmehr durch eine stärkere Eingliederung in den indischen Staat unterbunden werden würde. An anderer Stelle begründete die Regierung die Aufhebung des Sonderstatus mit wirtschaftlichen und sozialen Faktoren; es sei notwendig, der wirtschaftlich schwachen Region Zugang zur indischen Wirtschaft zu verschaffen. Bei dem neu geschaffenen Unionsstaat Jammu und Kaschmir handelt es sich um den einzigen Unionsstaat mit mehrheitlich muslimischer Bevölkerung, weshalb insbesondere in der lokalen Bevölkerung Befürchtungen vor religiösen Auseinandersetzungen aufgrund des nun möglichen Zuzugs hinduistischer Bevölkerung und einer damit einhergehenden „Hinduisierung“ der Region entstanden.

### Anschlag 2025 und weitere Eskalation
Am 22. April 2025 verübten Angreifer im indisch-kontrollierten Pahalgam einen terroristischen Anschlag auf eine Touristenattraktion, wobei mindestens 26 Menschen getötet wurden. Unmittelbar im Anschluss daran bekannte sich laut Berichten indischer Zeitungen die Gruppe „The Resistance Front“, eine Splittergruppe der Lashkar-e-Taiba (LeT), zu der Tat. Die indische Regierung beschuldigte die pakistanische Regierung erneut der Unterstützung terroristischer Gruppen und des mangelhaften Vorgehens gegen terroristische Bestrebungen sowohl auf pakistanischem Territorium als auch in den Konfliktregionen. Pakistan wies diese Vorwürfe zurück und erklärte, die Angriffe seien Revolutionsakte der regionalen Bevölkerung gegen die indische Regierung, an welchen Pakistan sich weder beteiligen, noch die Akteure unterstützen würde. In den Tagen nach dem Angriff verschärfte sich die politische Lage: Beide Seiten wiesen Diplomaten und sonstige Staatsbürger der jeweils anderen Seite aus, sperrten den Luftraum für Flugverkehr der jeweils anderen Seite und Grenzübergänge wurden geschlossen.
Indien griff sodann unter dem Namen „Operation Sindoor“ mittels Raketenbeschuss und Kampfflugzeugen in der Nacht vom 6. auf den 7. Mai 2025 neun Ziele sowohl im pakistanisch kontrollierten Konfliktgebiet von Kaschmir als auch auf unumstritten pakistanischem Territorium in der Provinz Punjab an. Die indische Regierung erklärte, Ziel der Operation sei die Zerstörung terroristischer Infrastruktur insbesondere zur Vermeidung weiterer terroristischer Angriffe; es seien ausschließlich terroristische Ziele und nicht zivile Ziele oder solche des pakistanischen Militärs angegriffen worden; man habe 80 terroristische Kämpfer getötet. Pakistan erklärte im Gegenzug, die Angriffe hätten sich ausschließlich gegen zivile Ziele gewendet, wobei 26 Menschen getötet worden seien. Laut indischen Angaben schoss Pakistan im Gegenzug mit Artilleriegeschützen auf Einheiten entlang der Line of Control, wobei sieben Menschen zu Tode gekommen seien. Die internationale Gemeinschaft verurteilte die beidseitigen Aggressionen; auch UN-Generalsekretär António Guterres mahnte zur Zurückhaltung.
Am 8. Mai 2025 kamen laut pakistanischen Angaben durch indischen Beschuss entlang des Grenzverlaufs weitere fünf Menschen ums Leben. Indien beklagte seinerseits Todesopfer durch pakistanischen Artilleriebeschuss.
Im Laufe des 10. Mai 2025 vereinbarten beide Seiten einen sofortigen Waffenstillstand, der von den vermittelnden USA verkündet wurde. Am selben Tag warfen sich Indien und Pakistan gegenseitig Verstöße gegen das Abkommen vor, wobei es jedoch laut Medienberichten am 11. Mai 2025 zur Zurückhaltung beider Parteien und einer Beruhigung der Lage kam.

## Sonstiges
Ungeachtet der faktisch umstrittenen Gebietsaufteilung sind auf indischen Karten auch die pakistanisch verwalteten Gebiete als indisches Territorium – mit einer gemeinsamen Grenze zwischen Indien und Afghanistan – dargestellt. Die Kartendarstellung bei Google Maps hängt davon ab, aus welchem Land Google Maps aufgerufen wird. Wenn Google Maps von Indien aus aufgerufen wird, erscheint eine Kartendarstellung, die alle von Indien beanspruchten Gebiete als indisches Staatsgebiet ausweist und somit eine gemeinsame indisch-afghanische Grenze zeigt, während beim Aufruf von Pakistan aus die von Pakistan beanspruchten Gebiete als pakistanisches Territorium ausgewiesen werden. Bei einem Aufruf von Google Maps aus einem unbeteiligten Land erscheint eine Kartendarstellung, die die aktuellen Verwaltungsgrenzen mit gestrichelten Linien wiedergibt.
Im Oktober 2019 besuchte eine Gruppe von 27 überwiegend rechtsorientierten Europa-Parlamentariern Kaschmir, darunter zwei Abgeordnete der AfD und sechs Abgeordnete des französischen Rassemblement National. Zur gleichen Zeit wurde indischen Parlamentariern sowie Vertretern der UNO und dem US-Senator Chris Van Hollen der Zugang zu Kaschmir verwehrt. Das Europäische Parlament betonte, dass es sich nicht um eine offizielle Visite handelte. Die Reise wurde von zwei indischen Geschäftsleuten organisiert, die gleichzeitig mehrere propagandistische proindische Webseiten betreiben.